# Drepanophyllum
Genre
Drepanophyllum est un genre de sauterelles africaines de la famille des Tettigoniidae.

## Description
Ce genre est remarquable par la coupe particulière des ailes des femelles. Le genre est caractérisé par la minuscule épine sur la hanche antérieure et des pattes très longues. Il se distingue du genre Tetraconcha (dans la même tribu), avec lequel il présente une grande similitude, par un sommet très fortement comprimé, par le réseau de nervures secondaires à larges mailles des ailes couvertes, et des ailes postérieures nettement plus larges et arrondies à leur extrémité.

## Répartition
Ce genre comprend quatre espèces réparties en Afrique équatoriale.

## Taxinomie
Le nom valide complet (avec auteur) de ce taxon est Drepanophyllum Karsch, 1890, publié par l'entomologiste allemand Ferdinand Karsch. L'espèce type est Drepanophyllum marmoratum Karsch, 1890.
Drepanophyllum a pour synonyme :
- Karschia Brunner von Wattenwyl, 1891

### Étymologie
Le nom du genre fait référence à la forme de la tegmina, du grec δρεπανίς / drepanís, « hirondelle », et φῠ́λλον / phyllon, « feuille ».

### Liste des espèces
Selon Orthoptera Species File (1 mars 2025) :
- Drepanophyllum corrosifolium Karsch, 1896
- Drepanophyllum furcatum Ragge, 1962
- Drepanophyllum irisovi Gorochov, 2023
- Drepanophyllum marmoratum Karsch, 1890

### Publication originale
- (de + la) F.A.F. Karsch, « Verzeichnis der von Herrn Dr. Paul Preuss auf der Barombi-Station in Deutsch-Westafrika 1890 gesammelten Locustodeen aus den Familien der Phaneropteriden, Mekonemiden und Gryllakriden », Entomologische Nachrichten, vol. 16, no 23,‎ 1890, p. 358, 359, 360 (lire en ligne , consulté le 1er mars 2025)